# Teresa Parodi
Teresa Parodi (Genova, 27 agosto 1827 – dopo 1878) è stata un soprano italiano che cantò in ruoli di spicco in Europa e negli Stati Uniti d'America, dove ottenne una fama particolare, come primadonna, sia della Max Maretzek Italian Opera Company che nella Max Strakosch Italian Opera Company.

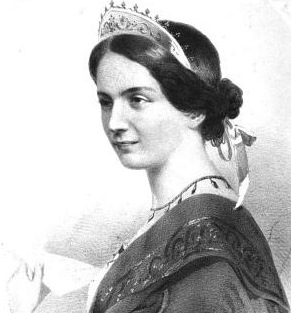
Teresa Parodi intorno al 1851

Ammirata per la sua abilità nella recitazione e la sua presenza scenica, nonché per la sua voce, era particolarmente conosciuta per i suoi ritratti delle eroine nelle opere di Donizetti e Rossini.

## Biografia
Era nata a Genova da una famiglia di mezzi modesti. All'età di 12 anni iniziò lo studio del canto al conservatorio nella sua città natale e in seguito studiò a Milano con Felice Ronconi. Mentre era a Milano fu ascoltata da Giuditta Pasta che divenne sia la sua insegnante che la sua guida. Debuttò sul palcoscenico a Bergamo nel 1845 cantando il ruolo della protagonista nella Gemma di Vergy di Donizetti, un ruolo che avrebbe cantato molte volte nel corso della sua carriera.